# Landgericht Halberstadt
Das Landgericht Halberstadt war ein preußisches Gericht der ordentlichen Gerichtsbarkeit im Bezirk des Oberlandesgerichts Naumburg mit Sitz in Halberstadt.

## Vorgeschichte
Im Jahre 1849 wurden in Preußen Appellationsgerichte gebildet, denen Kreisgerichte nachgeordnet waren, die für jeweils einen Landkreis als erstinstanzliche Gerichte dienten. Für Halberstadt entstand damit das Appellationsgericht Halberstadt mit sechs zugeordneten Kreisgerichten, darunter das Kreisgericht Halberstadt.

## Geschichte
Das königlich-preußische Landgericht Halberstadt wurde mit Wirkung zum 1. Oktober 1879 als eines von neun Landgerichten im Bezirk des Oberlandesgerichtes Naumburg gebildet. Der Sitz des Gerichts war Halberstadt. Das Landgericht war danach für die Landkreise Aschersleben, Halberstadt, Oschersleben und Wernigerode sowie Teile der Landkreis Wanzleben und Zellerfeld zuständig. Ihm waren folgende Amtsgerichte zugeordnet:
| Amtsgericht              | Sitz         | Bezirk |
| ------------------------ | ------------ | --- |
| Amtsgericht Aschersleben | Aschersleben | Kreis Aschersleben, ohne den Teil, der den Amtsgerichten Egeln und Quedlinburg zugeordnet war |
| Amtsgericht Egeln        | Egeln        | aus dem Kreis Aschersleben der Stadtbezirk Cochstedt und die Amtsbezirke Börnecke und Schneidlingen |
| Amtsgericht Gröningen    | Gröningen    | aus dem Kreis Oschersleben die Stadtbezirke Croppenstedt und Gröningen und die Amtsbezirke Gröningen, Heteborn und den Gemeindebezirk Deesdorf aus dem Amtsbezirk Adersleben und den Gemeindebezirk Nienhagen aus dem Amtsbezirk Crottorf                                                                                 |
| Amtsgericht Halberstadt  | Halberstadt  | der Kreis Halberstadt, ohne den Teil, der dem Amtsgericht Osterwick zugeordnet war sowie aus dem Kreis Oschersleben die Amtsbezirke Aderstedt, Anderbeck, Badersleben, Dingelstedt, Oberförsterei Dingelstedt, Eilenstedt, Pabstorf, Röderhof, Schlanstedt und den Amtsbezirk Adersleben ohne den Gemeindebezirk Deesdorf |
| Amtsgericht Oschersleben | Oschersleben | der Kreis Oschersleben ohne den Teil, der den Amtsgerichten Gröningen, Halberstadt und Osterwieck zugeordnet war sowie aus dem Kreis Wanzleben die Stadtbezirke Hadmersleben und Seehausen und die Amtsbezirke Eggenstedt, Groß Germersleben, Dorf Hadmersleben, Klein Oschersleben, Beckendorf und Schermcke             |
| Amtsgericht Osterwieck   | Osterwieck   | aus dem Kreis Halberstadt die Stadtbezirke Dardesheim, Hornburg und Osterwieck, die Amtsbezirke Abbenrode, Berßel-Deersheim, Hornburg, Roclum, Rohrsheim, Veltheim Wülperode und Zilly sowie den Amtsbezirk Dedeleben aus dem Kreis Oschersleben                                                                          |
| Amtsgericht Quedlinburg  | Quedlinburg  | aus dem Kreis Aschersleben der Stadtbezirk Quedlinburg und die Amtsbezirke Ditfurt, Suderode, Thale und Westerhausen |
| Amtsgericht Wernigerode  | Wernigerode  | Kreis Wernigerode und das Amt Elbingerode aus dem Kreis Zellerfeld |

Der  Landgerichtsbezirk  hatte 1888 zusammen 225.577 Einwohner. Am Gericht waren ein Präsident, ein Direktor und sechs Richter tätig.
In Folge der Weltwirtschaftskrise wurden 60 Amtsgerichte als Folge von Sparverordnungen aufgehoben. Mit der Verordnung über die Aufhebung von Amtsgerichten vom 30. Juli 1932 wurde das Amtsgericht Gröningen zum 30. September 1932 aufgehoben und sein Sprengel dem Amtsgericht Halberstadt zugeordnet.
Nach dem Zweiten Weltkrieg wurde das Landgericht Halberstadt 1945 in der SBZ aufgehoben.

## Landesarbeitsgericht Halberstadt
Gemäß Arbeitsgerichtsgesetz vom 23. Dezember 1926 wurden in Deutschland Arbeitsgerichte gebildet. Diese waren nur in der ersten Instanz unabhängig, die Landesarbeitsgerichte waren den Landgerichten zugeordnet. Am Landgericht Halberstadt entstand so 1927 das Landesarbeitsgericht Halberstadt als eines von vier Landesarbeitsgerichten im Bezirk des Oberlandesgerichtes Naumburg. Dem Landesarbeitsgericht Halberstadt waren folgende Arbeitsgerichte zugeteilt: Arbeitsgericht Aschersleben, Arbeitsgericht Halberstadt, Arbeitsgericht Oschersleben und Arbeitsgericht Quedlinburg.
Nach der Besetzung Deutschlands durch die Alliierten wurden 1945 zunächst alle Gerichte geschlossen. Die ordentlichen Gerichte wurden schon bald wieder eröffnet, während die Arbeitsgerichte zunächst außer in Hamburg nicht wieder eingerichtet wurden, so dass arbeitsgerichtliche Streitigkeiten von den ordentlichen Gerichten erledigt werden mussten. Gemäß Kontrollratsgesetz 21 sollten in Deutschland Arbeitsgerichte aufgebaut werden. Das Landesarbeitsgericht Halberstadt entstand jedoch nicht neu, da auch das Landgericht entfallen war.

## Gerichtsgebäude

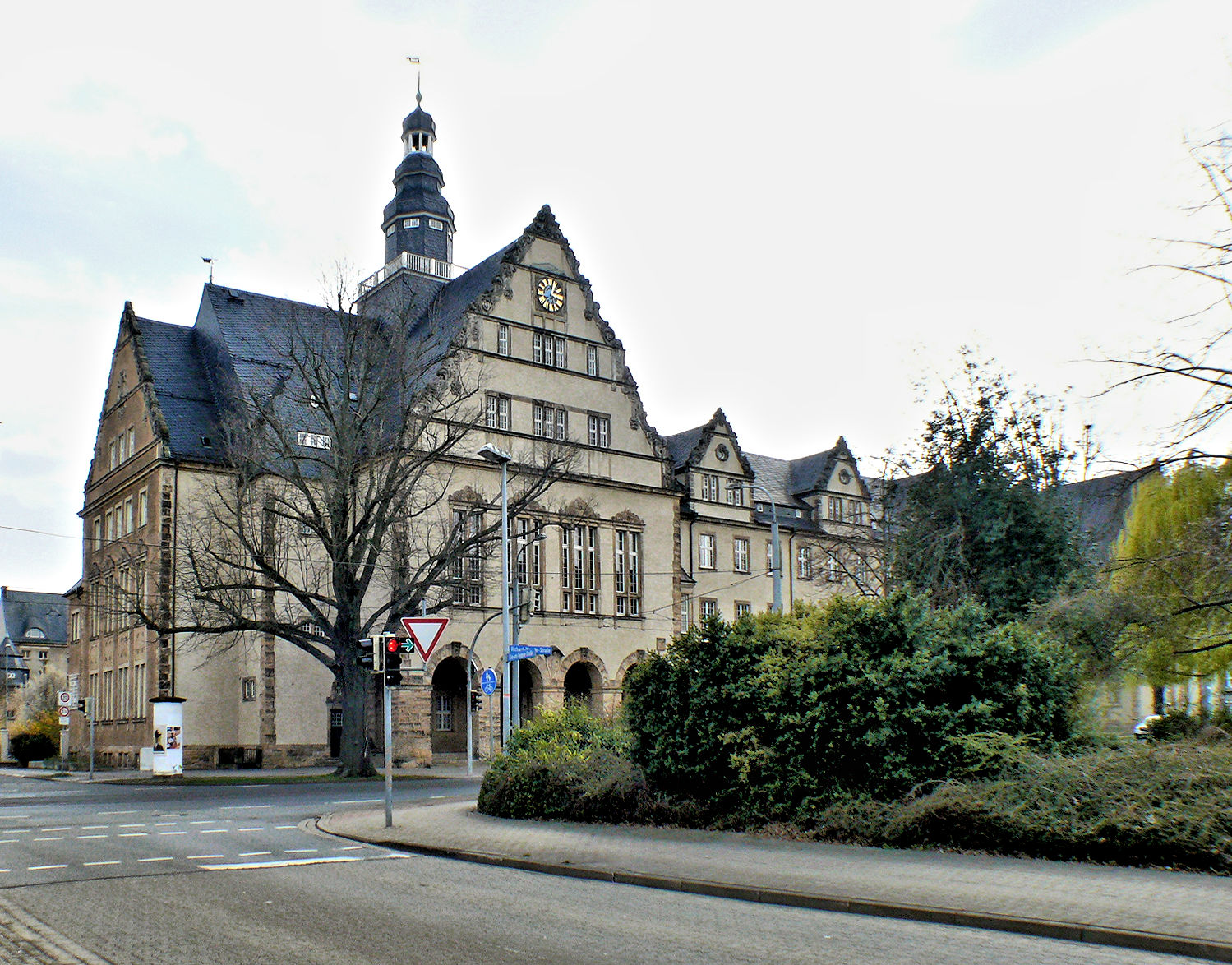
Ehem. Gerichtsgebäude (2021)

Das Gericht war im Gebäude Richard-Wagner-Straße 52 untergebracht. Das Bauwerk wurde von 1908 bis 1911 nach einem Entwurf von Paul Thoemer im Stil des Historismus als Landgericht errichtet und steht heute unter Denkmalschutz.